# 神路 (中川町)
神路（かみじ）は北海道中川郡中川町にある地名（町字）。

## 概要
中川町の東端、音威子府村との境に位置し、天塩川が神居古潭変成帯を横切る渓谷地帯（神路渓谷）とわずかな平地、山林からなる。
地区の南端（天塩川左岸）を東西に国道40号が通過する。以北に天塩川を挟んで宗谷本線が通過し、北海道大学北方生物圏フィールド科学センター森林圏ステーション中川教育林が広がるが、現在は天塩川を渡る永久橋は架設されておらず自由に地区内を行き来することは事実上不可能となっている。
特に右岸側は人の居住があったころから、外部との交通手段が事実上鉄道駅（神路駅、その後廃止）と渡船（現存せず）程度しかないなどの理由から「陸の孤島」とも称された土地であり、国道が通過する左岸側も含め現在は無住地となっている。

### 地名の由来
「神路」は、左岸側にある現在の神居山（367m）から連なる天塩川の断崖が、アイヌ語で、「カムイルエサニ（kamuy-ru-e-san-i）」（カムイ〔神〕の・坂路が・そこから・浜〔=川端〕に出る・所）と呼ばれていたものを意訳したものである。
ここでいう「カムイ」は熊（「キムンカムイ〔kim-un-kamuy〕」、〔山・いる・カムイ〕）や、落石などが多い通行の難所で人間に危害を与えるカムイであることが多いが、当地のアイヌの「神居山のカムイが供物をせずに通った丸木舟に岩を投げつけ沈めた」という伝承にも見られるように、神居古潭変成帯を横切る場所故に、川に向かって地すべりや崖崩れが多かった様を表している。後述するように、アイヌは当地を通過する際、必ずイナウなどの供物を供えてから通過したことが伝えられている。
当地の字名は天塩川左岸側を「幌萌（ほろもい）」、右岸側を「神路」と呼んでいたが、1940年（昭和16年）1月21日付の字名改正で付近にあった「オカホナイ（岡穂内）」「モノマナイ」と合わせて統合され「神路」となった。
なお「幌萌（ホロモイ）」「岡穂内（オカホナイ、オカオナイ）」もいずれもアイヌ語由来であり、それぞれ「ポロモイ（poro-moy）」（大きな・川の曲がり角〔川のよどみ〕）、「オカオナイ（o-ka-o-nay）」（川尻に・わな・ある・川）に由来した。「モノマナイ」については筬島駅の項を参照。
また、神路駅が所在した右岸側には「オンネピリ（onne-piri）」（大きな・渦巻き〔=大きく渦巻く流れ〕）といった地名があった。

## 歴史

### 和人入植以前
和人入植以前の様子は記録が少ないが、幕末の探検家松浦武四郎は、1857年（安政4年）に天塩川を遡上し執筆した『天塩日誌』には、「神路」の由来となった断崖「カムイルエサニ」が「カモイルウサン」の名称で登場し、次のように当地の様子とアイヌの伝承を記している。以下、吉田 (1964, pp. 447–497)に掲載の版を参考に、漢字は新字体に直し、アイヌ語名などが振り仮名として振られている箇所は括弧で表記した。強調は引用者による。
また、1898年（明治31年）には、明治天皇が 侍従・片岡利和に対して、同年9月6・7日にかけて全道を襲った豪雨・強風の被災地を巡視するよう命じた際に、片岡ら一行が10月15日から翌日にかけて現：中川町域を天塩川を舟で下りながら通過しており、現在の神路地区左岸にあたる「イチピリオモナイ〔ママ〕」に住むアイヌより食事を振る舞われたことが当時の新聞記事に記されている。

### ホロモイへの和人入植
当地への和人の定住は、1907年（明治40年）当時御料農地（中川御料地）の一部となっていた天塩川左岸のホロモイに1名の入植者が土地を借り受けたことに始まる。同年仮定県道天塩線（国道40号の原型）が当地に開通し、翌年にもう1名も土地を借り受け、ホロモイは従来の主要交通手段であった舟運と合わせ、安平志内（現：中川町安川）とモノマナイ（現：音威子府村物満内）を結ぶ陸運・舟運の中継地点となった。例えば1910年（明治43年）以降の現：中川町域への郵便物の一部は、咲来郵便局（現：音威子府村咲来）と誉平郵便局（現在の中川郵便局の前身）の双方を出た2人の逓送手が当地で落ちあい、双方の郵便物を交換して引き返す形態で逓送されるようになった。
その後、戸数は不明であるが段々と入植者が増加し、1913年（大正2年）には当地に渡船場ができた。

### 右岸の北大林内植民地化
一方で右岸側は、もともと現在の音威子府村北部から中川町北東部にかけて広がる内務省所管の国有林（約2万町歩≒20000ha）の一部であったが、1902年（明治35年）1月札幌農学校に所管が移り、その後幾度かの改組を経て1918年（大正7年）からは北海道帝国大学天塩第一演習林となった。以下、この演習林（研究林）については幾度か改組・改名されているため、「（北大）中川演習林」と呼称する。
1913年（大正2年）には中川演習林にて林内殖民制度が始まった。これは、林業経営の労働力確保・林地内の農耕適地の地代獲得を目的としたもので、1925年（大正14年）までに85区画355町歩（≒355ha）が設定され、1964年（昭和39年）に植民者に開放されるまで、77区画320町歩（≒320ha）が貸し付けられた。
この一環で、当地には右岸側に岡穂内植民地5区画、ホロムイ植民地1区画（前述の左岸側のホロモイとは別）が設定されることとなった。

### 鉄道の開通とホロモイの無人化
林内植民地への入植と前後して、1916年（大正5年）には鉄道省天塩線（のちの宗谷本線）音威子府から誉平（現：天塩中川）までの延伸工事が着工し、線路が右岸側を通過することとなった。このため北大中川演習林の強い要望もあって木材搬出のために神路駅が設置されることとなった。駅自体の工事は1922年（大正11年）5月15日に着工し、8月24日に竣工、同年11月8日の延伸開業と同時に営業を開始した。
このころの当地の様子について『北海道鉄道各駅要覧』 (1923)では次のように記している（漢字は新字体、仮名遣いは現代仮名遣いに直し、数字はアラビア数字とした）。

### 入植者の増加とその実態
|                      |                | 戸数 | 戸数 |
| 岡穂内               | ホロムイ       |      |      |
| -------------------- | -------------- | ---- | ---- |
| 台帳記載戸数         | 台帳記載戸数   | 5    | 1    |
| 実際の入地戸数       | 実際の入地戸数 | 2    | 1    |
| 実際の土地の借受状況 | 1戸分          | 1    | 0    |
| 実際の土地の借受状況 | 2戸分          | 0    | 1    |
| 実際の土地の借受状況 | 3戸分          | 1    | 0    |

神路駅開業と前後しホロモイに入植していた全員は駅ができた神路駅側に移住することとなり、ホロモイ地区は一時無人となった。前述の『北海道鉄道各駅要覧』 (1923)などに記されているように、この時点での住民数は7戸36名とされている。このころは道の拓殖計画に基づき、中川村内各地の未開地と合わせて開放が進められた時代であり、1戸300円の移住補助金・50円の住宅補助が移住者に行われた。
このうち林内植民地は1919年（大正8年）時点で岡穂内の5区画すべてが借り受けられ、少なくとも1922年（大正11年）11月時点では、数戸の入れ替わりがありながら戸数はそのままであった。その後、ホロムイ植民地1区画にも1925年（大正14年）時点までには入植が行われた。
しかし、1935年（昭和10年）時点でこの入植した6戸のうち、実際に入地しているのは岡穂内2戸、ホロムイ1戸の計3戸しかなく、一部の農家は別人名義の区画や植民区画以外の耕作も行っている状況にあった（別表参照）。

### 鉄道開通以降から太平洋戦争前まで
|              | 面積(a) | 戸数 |
| ------------ | ------- | ---- |
| エンバク     | 100.0   | 3    |
| その他麦類   | 40.0    | 3    |
| トウモロコシ | 120.0   | 5    |
| 大豆         | 145.0   | 4    |
| その他豆類   | 80.0    | 2    |
| 馬鈴薯       | 180.0   | 3    |
| ビート       | 95.0    | 4    |
| 亜麻         | 120.0   | 4    |
| ハッカ       | 400.0   | 6    |

1930年（昭和5年）には「神路」が村内18番目の独立した行政区となり、1940年（昭和16年）1月21日付の字名改正で神路は現在の範囲となった。これと合わせて北大林内植民地区画も岡穂内・ホロムイを統合して、神路植民地に改名された。
このころの当地の作付状況（北大林内植民区画のみ）については別表の通りで、面積・作付戸数共にハッカの比重が高かった。

### ホロモイ地区の戦後開拓
太平洋戦争が終結した1945年（昭和20年）には、失業者対策と食糧増産の一環として定められた、国の「都市疎開者の就農に対する緊急措置要綱」、道の「北海道集団帰農者受入要綱」を受けて、中川村においても「緊急開拓本部」が設置され、神路を含めた未利用農耕地への入植が進められ、神路地区へも入植が行われた。
1953年（昭和28年）にはしばらく無人となっていたホロモイ地区の開拓計画が立てられ、1954年（昭和29年）にまず5戸が入植し、その後1958年（昭和33年）にかけ、2戸が入植し、1戸が離農し6戸が居住することとなった。1960年（昭和35年）が神路の人口のピークであり、23戸123人を数えた。

### 神路発電所計画とその頓挫
昭和20年代末には神路集落のすぐ上流で天塩川をせき止め水力発電を行う「神路発電所」計画が立案された。この発電所計画はもうひとつの候補地であった智恵文村（現：名寄市）智東との比較の結果選定されたもので、1953年（昭和28年）11月23日には中川村のほか道北の計10市町村による「神路発電所誘致促進期成会」が設立、翌1954年（昭和29年）2月には北海道電力本社も「経済審議会に申請、認可あり次第着工する準備をすすめている」と回答した。この1954年（昭和29年）時点での北海道電力による計画では、堤高14.5 m のダムを建設し、有効貯水量は2,040,000 ㎥、発電所は最大出力7,600 kW、年間46,261,000 kWh の発生電力量を計画、建設費は12.2億円を見込み、同年10月にも着工し、1956年（昭和31年）3月にも完成を見込んでいた。
しかし、上流の常盤村（現：音威子府村）では物満内地区（筬島駅周辺）が水没することとなるため、農民の反対もあって賛成から反対に転じ（『音威子府村史』では当初より反対であったと記述）、道支庁および北海道庁へ再三の反対を実施した結果、神路発電所は建設されなかった。

### 神路地区における初等教育
当地における初等教育は、1918年（大正7年）6月3日に入植者の増加を背景に、ホロモイ地区の高台に学校（公立ホロモイ特別教授所）が設置されたことに始まる。しかし、この特別教授所は通常の尋常小学校と異なり設立後6年以上の存続は認められておらず、尋常小学校への昇格か廃止が行われることとなっていた。
このため特別教授所は前述のホロモイ無人化と前後して1923年（大正12年）2月18日に廃止となり、児童は列車で安平志内尋常小学校（のちの佐久小学校）に通うこととなった。
第二次大戦後に入っても、前述のとおり小学生は列車で佐久まで通わなければならなかったが、冬季の列車の遅れ、ダイヤ改正に伴う登下校の困難が生じたため、1950年（昭和25年）、住民や神路駅長・駅職員らが分校開設を要請したが認可されなかった。
このため、同年に国鉄が好意で物置を提供し、教員を佐久小学校から派遣して仮分校とした。翌1951年（昭和26年）1月にいったん仮分校は廃止となるが、同年4月に国鉄から用地借用許可が下り、同年8月16日に「中川村立佐久小学校神路分校」として正式に設置され、翌1952年（昭和27年）4月1日には「中川村立神路小学校」として独立した。なお、分離直後の1956年（昭和31年）時点で、同校は教員1名1学級、男子9名、女子5名の児童が通学していた。人口がピークであった1960年（昭和35年）の3月時点では、少し在籍児童が増え15名であった。

### 相次ぐ災害
第二次大戦後の中川村は続けて災害に襲われた。1953年（昭和28年）は7月末から8月はじめにかけて上川地方を襲った集中豪雨による水害、翌月の9月26日に台風15号による暴風雨被害、異常天候による冷害が発生。その後も1955年（昭和30年）には全道的な豪雨により農地や佐久市街が泥水に覆われるなど開村以来の豪雨被害、翌1956年（昭和31年）には冷害が発生した。これら相次ぐ災害によって神路地区では離農も発生する状況にあった。
1962年（昭和37年）の台風9号・10号は村内の大和地区を復旧困難に伴う全戸集団移住に追い込む被害であったが、神路地区においても2戸12名の離農が発生し、翌1962年（昭和38年）3月と4月にそれぞれ村内の板谷地区と名寄市へ転出した。村では30万円の移転費を支給している。

### 神路大橋の開通
村内では天塩川に多くの橋が架橋されるようになったこのころに至っても、神路地区は左岸側（ホロモイ、国道40号）と右岸側（神路駅）は渡船（冬季は氷橋）で結ばれているのみで、ホロモイに入植した人々は児童の通学や駅への物資の運搬に不便があった。加えて当時の国道40号は冬季不通であり、春の融雪期には2、3週間も学校を休むか、下宿して通学しなければならなかった。
このため、中川村では災害頻発を受けた営農意欲維持への対策として神路地区両岸を結ぶ永久橋による不便の解消を計画し、農林省（当時）へ陳情をつづけていたが、1962年（昭和37年）10月にようやく農林省開拓予算（北海道農地開発建設事業）により、総工費1990万1000円をかけ、左岸の国道40号と右岸の駅側とを結ぶ延長125m、幅2.5ｍの鋼鉄吊り橋、神路大橋を着工、翌1963年（昭和38年）3月に完成、同年5月20日に開通した。
神路大橋開通当時、左岸側（ホロモイ、国道40号）に6戸、右岸側（神路駅）には20戸が住み、このうち農家は7戸で、左岸側はすべて農家、右岸側は農家1戸のほかは国鉄職員であった。
なお、転出同年時点での農家の経営概況は表の通りであった。
| 農家 戸数 | 人口 (人) | 稼働力 (人) | 農用地 | 農用地  | 家畜 | 家畜 | 家畜 | 家畜 | 家畜   | 家畜     |
| 農家 戸数 | 人口 (人) | 稼働力 (人) | 反     | (a換算) | 乳牛 | 肉牛 | 馬   | 豚   | めん羊 | にわとり |
| --------- | --------- | ----------- | ------ | ------- | ---- | ---- | ---- | ---- | ------ | -------- |
| 7         | 35        | 21          | 41.6   | 412.56  | ０   | 2    | 10   | 11   | 5      | 70       |

また、同年時点での神路小学校は引き続き教員1名1学級のみで、10名の児童が通学し、このうち、左岸側からは3人の児童が通学していた。

### 神路大橋の落橋
しかし、この神路大橋は開通わずか7ヶ月後の同年12月18日午後11時ごろ落橋した。その直接的な原因は神居山からの強風（風速およそ17m）によって右岸メインワイヤーの留め金がずれ、橋脚を支えていたアーチが均衡を失って落下したのではないかとみられている。
落橋時、住民は轟音を耳にしたが夜であったため、落橋が判明したのは翌19日午前7時ごろであった。人命に被害はなかったものの、住民からは「この5月に完成したばかりの橋が17mくらいの風で落ちるとは…」と工事での手抜かりを疑う声もあった。

### 住民の撤退
この落橋で営農が困難になった左岸の農家6戸は、道と町の離農手当を受け1965年（昭和40年）に撤退を決定し、同年1月時点で8名の児童が在籍した神路小学校も、同年6月30日で廃校（翌日付で佐久小学校と統合）となった。
こうして神路の住民は右岸側に国鉄職員11人と農家1戸だけとなったが、1967年（昭和42年）に最後の農家が撤退した。その後は鉄道官舎も消滅して国鉄関係職員も音威子府からの通勤となり、神路地区は神路駅のみが残った無人地区となった。
なお、神路集落は無人となるまで電化されていなかったが、神路駅については1953年（昭和28年）度に国鉄による無電燈駅解消の一環で電化を実施している。

### 住民撤退後

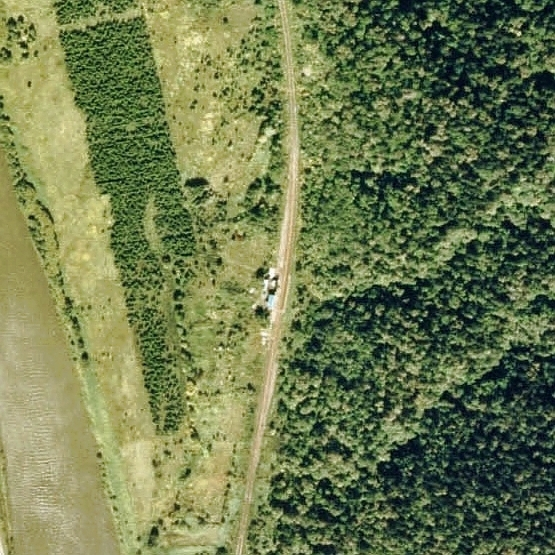
1977年の神路信号場周囲約500ｍ範囲。上が稚内方面。植民区画への植林が見られる。

住民撤退と前後して、中川町（1964年〔昭和39年〕に町制施行）では酪農が盛んとなりはじめ、育成牛を町外に放牧に出すケースが見られ始めた。このため　中川町では1965年（昭和40年）以降、未利用地や荒廃地を利用して育成牛を放牧する町営牧場を設置することとなり、左岸側のホロモイも町営牧場として利用されることとなった。これにより、1968年（昭和43年）年5月15日に32.3haの放牧地が着工され、翌1969年（昭和44年）10月20日に竣工、1970年（昭和45年）から全面供用されている。しかし、神路を含めた町営牧場は2017年（平成29年）度から休止となっている。
一方の右岸側は佐久農業協同組合（後の北はるか農業協同組合の前身のひとつ）の所有地となり農地は植林され、『北海道　駅名の起源』 (1973)では「駅周辺には人家が一軒もないところ」と紹介される状況にあった。

また、『中川町史』 (1975)に当時の様子について以下のように記されている。
こうして神路駅は旅客の乗降や貨物の出荷駅としての使命を終え、長大な単線区間である筬島駅 - 佐久駅間の列車交換地点としての役割のみとなった。このため1977年（昭和52年）5月25日からは宗谷本線営業体制近代化の一環として正規の駅から信号場となり、職員送り込みなどの関係から仮乗降場として旅客扱いを行っていた。
その後、国鉄合理化の一環によって1985年（昭和60年）3月14日に信号場としても廃止され、神路地区右岸への列車での到達は不可能となった。